# Abigail Assor
Abigail Assor est une écrivaine marocaine vivant en France.

## Biographie

### Enfance et formation
Abigail Assor est marocaine. Elle naît à Casablanca en 1990. Sa famille fait partie de la minorité juive marocaine et elle est la fille d’industriels de Casablanca.  
Elle arrive en France à la fin des années 2000, à 17 ans, pour passer le bac,. Elle suit une prépa littéraire à Paris, au lycée Henri IV. Elle intègre ensuite la London School of Economics à Londres. Elle y étudie la sociologie et la philosophie. Elle réalise ensuite un séjour en Italie pour écrire et travailler dans le cinéma.  

### Carrière
Abigail Assor travaille dans la communication culturelle et l’art contemporain, et consacre également du temps à l'écriture,.
Elle publie son premier roman, Aussi riche que le roi, en 2021. Il dépeint les violences sociales marocaines des années 1990 en racontant l'histoire de Sarah, une jeune Française habitant avec sa mère dans une maison délabrée à la lisière du bidonville des Carrières Centrales à Casablanca,. Grâce à sa nationalité, elle est scolarisée gratuitement au lycée français où se côtoient les riches adolescents marocains. Très pauvre, elle trouve ses repas en usant de ses charmes et tente de séduire un riche et laid jeune homme. « Le héros du roman, c’est l’argent, celui qu’on a et celui qu’on n’a pas. Jamais il n’est question ni d’amour ni de plaisir. » commente Anna Cabana dans un article du JDD. L'autrice est finaliste du Goncourt du premier roman 2021,. Elle reçoit également le prix Bookstagram du premier roman francophone, le prix Françoise-Sagan 2022, le prix Lorientales 2022 et est lauréate de la Bourse de la Découverte,,,. 
À partir de septembre 2023, elle réalise l'horoscope littéraire du Nouvel Obs,,. Parallèlement, elle organise des rencontres littéraires avec des écoles ou des prisons,.  
Son second roman, La Nuit de David, sort en 2024. Il raconte l'histoire d'Olive, qui a perdu son frère jumeau, David, à l'âge de dix ans. Désormais adulte, Olive, la narratrice, évoque les souvenirs de son frère atteint de troubles du comportement, sa passion pour les trains, et sa mort, une nuit de leurs dix ans,. Le livre fait partie de la sélection du Prix Maison Rouge 2024 et de la première sélection du grand prix du roman de l’Académie Française,. Il remporte en outre le Prix Alain Spiess du 2e roman 2024. 